# Paul Hoen
Paul Hoen (Estados Unidos, 28 de diciembre de 1961) es un director y productor cinematográfico estadounidense.
Hoen ha dirigido y producido proyectos como The Cheetah Girls: One World, Camp Rock 2: The Final Jam, y Dadnapped.
Hoen estudió drama, cine y televisión en la Universidad de Santa Clara. Fue admitido en el Sindicato de Directores de Estados Unidos en 1987. Desde entonces, ha dirigido varias películas para televisión tales como Jump Inǃ, Read It and Weep, Eddie's Million Dollar Cook-Off, You Wish!, Tru Confessions protagonizada por Shia LaBeouf y la comedia The Luck of the Irish protagonizada por Ryan Merriman. Tanto Jump Inǃ como Luck of the Irish tuvieron altas audiencias cuando se emitieron por primera vez en Disney Channel.
Paul Hoen ha ganado dos  premios del DGA por las películas Jump Inǃ y Let It Shine. También ha sido nominado por otros premios DGA por las películasCamp Rock 2: The Final Jam, Take My Sister Please un episodio de la serie Even Stevens, y Searching for David's Heart, la película de ABC Family protagonizada por Danielle Panabaker. La película también estuvo nominada a un Premio Young Artist por Mejor Película para Televisión Familiar o Especial y Danielle Panabaker ganó el Premio Young Artist por Mejor Actriz Joven en una Película para TV. La película también recibió el Humanitas Prize en 2005. You Wish! y Jump In también fueron nominadas a Humanitas Prizes.
Algunas de las series populares dirigidas por Hoen son Roundhouse, El mundo secreto de Alex Mack, Sabrina, the Teenage Witch, Cousin Skeeter, The Jersey, donde también está acreditado como productor, Just for Kicks, Manual de supervivencia escolar de Ned, Just Jordan y South of Nowhere, el cual fue nominado a un Premio GLADD por Mejor Drama Adolescente. Paul Hoen también ha dirigido dos pilotos exitosos para Nickelodeon, The Journey of Allen Strange y 100 Deeds for Eddie McDowd.  También fue el director y productor ejecutivo de la serie de Disney Channel protagonizad por los hermanos Jonas, Jonas.
En 2011, Paul Hoen fue el productor ejecutivo y el director del piloto de Madison High, un intento fracaso por Disney de revitalizar su franquicia de High School Musical. En 2012, ganó su segundo premio DGA por la película Let It Shine protagonizada por  Coco Jones y Tyler James Williams (Todo el mundo odia a Chris).  También dirigió la popular película navideña de ABC family, "The Mistle-Tones"  protagonizada por Tia Mowry y Tori Spelling.   

También ha dirigido las películas: "Cloud 9" protagonizada por Luke Benward de Minutemen y Dove Cameron de Liv and Maddie, y "How to Build a Better Boy" protagonizada por China Anne McClain "Ant Farm" y Kelli Berglund "Lab Rats". Actualmente es el director principal de la serie de éxito "Andi Mack" sobre una chica joven que descubre que su hermana es en verdad su madre.